# Sporadische Einschlusskörpermyositis
Die sporadische Einschlusskörpermyositis (sporadic Inclusion Body Myositis; sIBM) zählt zu der Gruppe der entzündlichen Muskelerkrankungen (Idiopathische entzündliche Myopathie). Der Begriff „Inclusion Body Myositis“ wurde 1971 geprägt. Allerdings wurden bereits 1967 im Muskelgewebe eines Patienten mit Polymyositis IBM-ähnliche Veränderungen bei passender Klinik beschrieben. Neben der sporadischen Form (sIBM) findet sich auch eine hereditäre Variante (hIBM), bei der es sich um eine nicht-entzündliche Muskelerkrankung handelt.

## Epidemiologie, Symptomatik und Verlauf
Die Häufigkeit der sIBM wird auf 4,3 bis 14,9 pro Million geschätzt. Bei Patienten älter als 50 Jahre steigt sie jedoch auf bis zu 51,3 pro Million an. Das durchschnittliche Erkrankungsalter liegt um das 55. Lebensjahr, es gibt aber auch Fälle, in denen sich die Erkrankung um das 30. oder das 80. Lebensjahr manifestiert. Etwa drei Viertel der Betroffenen sind männlich. Die sIBM ist eine chronisch progressive, entzündliche Muskelerkrankung, die zu Muskelschwäche und Muskelschwund rumpfnaher und -entfernter Muskeln führt. Zu Beginn der Erkrankung sind häufig der Musculus quadriceps femoris sowie die tiefen Fingerbeuger beteiligt, wodurch Patienten sehr leicht stürzen und feinmotorische Tätigkeiten nicht mehr ausführen können. Im Verlauf nimmt die Muskelschwäche immer weiter zu, so dass die Patienten binnen einiger Jahre an den Rollstuhl gebunden sind. Durch Beteiligung der Schluckmuskulatur treten in vielen Fällen Schluckbeschwerden auf.

## Histopathologie
Im Muskel von sIBM-Patienten finden sich typische myopathische Veränderungen, zu denen Faserkalibervariationen, zentrale Kerne und ein bindegewebiger Umbau zählen. Weitere Charakteristika umfassen Einschlusskörperchen und Vakuolen innerhalb der Muskelfasern. Insbesondere gibt es eine Anhäufung von Degenerationsmolekülen wie das aus der Alzheimer-Krankheit bekannte beta-Amyloid. Neben diesen degenerativen finden sich auch regenerierende Fasern. Häufig treten entzündliche Infiltrate auf, bei denen es sich hauptsächlich um zytotoxische T-Zellen handelt, die morphologisch unauffällige Muskelfasern umstellen. Ein geringer Prozentsatz der Fasern ist nekrotisch.

## Pathogenese
Die Krankheitsursache und -entstehung der sIBM ist komplex bisher nicht vollständig geklärt bzw. verstanden. Es werden momentan entzündliche, degenerative und Zellstress-assoziierte Pathomechanismen diskutiert. Neuere Untersuchungen bestätigten die Annahme eines Zusammenhanges zwischen Entzündung und Degeneration sowie von Degeneration und Zellstress. Die genauen Mechanismen, die sich dahinter verbergen, sind allerdings immer noch nicht ausreichend geklärt. Des Weiteren wird ein Zusammenhang mit autophagischen Prozessen vermutet.

## Diagnostik
Die Diagnostik der sIBM ist sehr umfassend, weswegen es häufig zu Verzögerungen in der Diagnosestellung und -sicherung kommt. Aktuelle Kriterien beinhalten ein ausführliches Arzt-Patienten-Gespräch sowie eine gründliche ärztliche Untersuchung. Des Weiteren werden Blutuntersuchungen durchgeführt, um die Menge an bestimmten Proteinen wie der Creatin-Kinase zu bestimmen. Die Funktionen von Nerven und Muskeln werden mittels elektrophysiologischer Methoden untersucht. Auch wird eine Muskelprobe zur histologischen Begutachtung entnommen.

## Therapie
Bis heute gibt es keine effektive Therapie, die die Erkrankung heilt. Aufgrund des Vorhandenseins entzündlicher Infiltrate im sIBM-Muskel wurden in zahlreichen Studien immunsuppressive bzw. immunmodulatorische Medikamente innerhalb der letzten Jahre getestet.
In Einzelfällen konnte mit Immunglobulinen der Krankheitsfortschritt aufgehalten werden. Die Gabe des Glukokortikoids Prednisolon, des Folsäure-Analogons Methotrexat oder des aus der Multiple-Sklerose-Therapie bekannten Glykoproteins Interferon-β 1a erwies sich als ineffektiv in der Behandlung der IBM. Jedoch konnten vereinzelt Erfolge erzielt werden.
Untersuchungen aus dem Jahr 2009 zeigten, dass der monoklonale Antikörper Alemtuzumab (CAMPATH 1-H), der eine Reduktion peripherer Lymphozyten im Blut bewirkt, zu einer zeitweiligen Verlangsamung des Erkrankungsfortschritts führte. Allerdings ist der Einsatz aufgrund von Nebenwirkungen eingeschränkt.
Die Unterdrückung der β-Amyloid Aggregatbildung ist Gegenstand der wissenschaftlichen Forschung.
Neben der medikamentösen Therapie werden supportive Maßnahmen angewandt, insbesondere gezielte Physiotherapie.